# Meine Nachbarn mit dem dicken Hund
Meine Nachbarn mit dem dicken Hund ist ein deutscher Fernsehfilm von Ingo Rasper aus dem Jahr 2019, der von der ARD Degeto im Auftrag und für Das Erste produziert wurde und am 3. Juli 2019 beim Filmfest München in der Reihe „Neues Deutsches Fernsehen“ seine Premiere feierte. In den Hauptrollen agieren Steffi Kühnert, Zoë Valks und Theodora Tetzlaff, in tragenden Rollen Katharina Marie Schubert, Johanna Gastdorf, Max Hegewald und Judith Hoersch. 

## Handlung

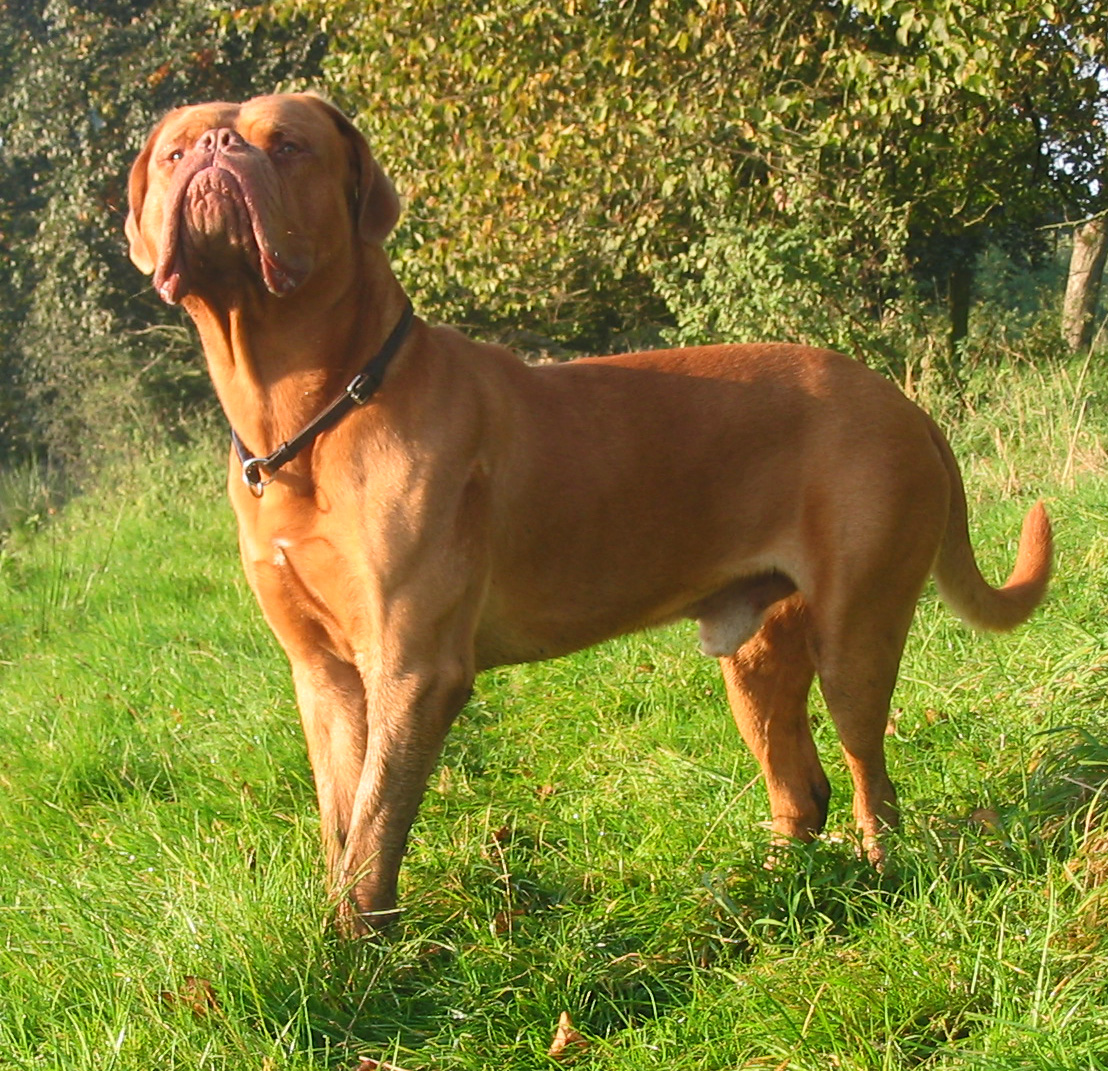
„Frau Hirschberger“ im Film ist ein Hund der Rasse Bordeauxdogge

Susanne Brendel, Angestellte in einem paläontologischen Museum, leugnet vor ihren Kollegen aus Scham, dass ihr Mann Peter sich nach über dreißig Ehejahren von ihr getrennt hat. Sie hat sich seitdem immer mehr in die beschützende Atmosphäre ihrer Wohnung in einem Mietshaus zurückgezogen. Doch mit der privaten Idylle ist es vorbei, als neue Nachbarn mit einem großen dicken Hund einziehen. Kim Hirschberger, die Besitzerin des Tieres, ist eine alleinerziehende Mutter, die ihre Ausbildung zur Köchin und die Betreuung ihrer siebenjährigen Tochter Saphir unter einen Hut bringen muss. Für die übrigen Hausbewohner sind die „Neuen“ ein Alptraum. Susanne Brendel ist froh, wenn sie ihnen und der schrecklichen Bordeauxdogge, die auch noch „Frau Hirschberger“ gerufen wird, nicht begegnen muss. Nicht nur, dass die junge Frau lautstark im Treppenhaus mit ihrer Tochter kommuniziert, sie macht auch die halbe Nacht zum Tage, was Susanne in ihrer Nachtruhe stört. Da sie aber ein sehr zurückhaltender Mensch ist, erträgt sie dies ohne Murren. 
Ein Lichtblick für die einsame Frau ist ihr Sohn, mit dem sie regelmäßig per Skype in Verbindung tritt, da er weit weg in Vancouver studiert. Er versucht sie stets dazu zu motivieren, ihr Leben nach der Trennung wieder in den Griff zu bekommen. Susanne ist aber der Meinung, dass sie das ja tue, schließlich gehe sie regelmäßig zur Arbeit, habe dort nette Kollegen und betreibe Synchronschwimmen, eine Leidenschaft, in der sie es 1984 immerhin zur Deutschen Meisterin gebracht habe. Das Schwimmen macht ihr in der Tat sehr viel Freude, doch leider hat sie nur noch eine Mitschwimmerin, die ihre Leidenschaft teilt – glaubt sie zumindest. Der Bademeister kündigt den Frauen dann jedoch für sie überraschend an, ihnen bei der geringen Auslastung die Nutzung des großen Beckens aufkündigen zu müssen. Zehn Leute müssten es schon sein. Maria, Susannes beste Freundin, meint, sie müssten kämpfen und alle rekrutieren, die sie so kennen würden. Doch das gestaltet sich schwierig, denn es gibt kaum jemanden in Susannes langweiligem Leben, in dem sie selbst, wie ihre Museumsstücke, zu einem Fossil geworden zu sein scheint.
Auch wenn Susanne ihre Nachbarin mit dem dicken Hund nicht mag, ertappt sie sich immer wieder dabei, wie sie aus ihrem Fenster heraus in die Nachbarwohnung blickt. Da gerade Ferien sind, ist Saphir oft allein, wenn ihre Mutter ihrer Ausbildung nachgeht, und so wird Susanne Zeugin, wie das Kind eines Tages beim Spielen einen Unfall hat. Sofort informiert sie den Hausmeister und gemeinsam betreten sie die fremde Wohnung. Der Rettungsdienst wird gerufen und das Mädchen zur Sicherheit ins Krankenhaus gebracht. Saphirs Mutter bedankt sich zwar bei Susanne, unterliegt dann aber einem Missverständnis und erklärt ihr abrupt, dass sie keine weitere Einmischung in ihr Leben wünsche. 
Mit der Zeit freundet sich Susanne mit Saphir an und hilft dem Kind, als dessen Hund sich von der Leine losreißt  und davonläuft bei der Suche nach dem Tier, obwohl sie für Hunde eigentlich nicht übrig hat. Zudem setzt sie sich für das Kind ein, als Saphir bei einem Diebstahl in einem Geschäft für Tierbedarf erwischt wird. Saphirs Mutter allerdings zeigt sich von dem übermäßigen Engagement der Nachbarin genervt. Als Nina Neumann vom Jugendamt unangemeldet bei ihr erscheint, vermutet sie Susanne als Drahtzieherin und untersagt ihr den weiteren Kontakt mit ihrer Tochter. Doch nicht genug damit, dass Susanne fälschlicherweise von ihrer Nachbarin verdächtigt wird, droht ihr Lügengerüst nun auch bei ihren Arbeitskollegen zusammenzubrechen und sie gerät sogar in Streit mit ihrer besten Freundin Maria. Hinzu kommt, dass sie erfahren  muss, dass ihr Sohn sein Studium schon seit längerem abgebrochen hat. Allmählich wird Susanne klar, dass es so nicht mehr weitergehen kann.
Nachdem ihre Arbeitskollegen erfahren haben, dass sich Susannes Mann schon vor Monaten von ihr getrennt hat, schafft sie es auch, auf ihre Nachbarin zuzugehen. Dabei kommt ihr zugute, dass nach dem Hund nun auch Saphir plötzlich verschwunden ist. Gemeinsam suchen Kim und Susanne vergeblich nach dem Kind. Weil Kim die Nacht nicht allein bleiben möchte, verbringt sie diese zusammen mit Susanne in deren Wohnung. Ein Gespräch zwischen den ungleichen Frauen entschärft die Situation zwischen ihnen und zeigt, dass beide mit Problemen zu kämpfen haben. Während Susanne viel ungenutzte Freizeit hat, weiß Kim nicht, wo ihr der Kopf steht. Ständig muss sie dem Jugendamt Rechenschaft ablegen, weil Saphirs Vater neuerdings das Sorgerecht für sein Kind haben möchte und so weiß sie nicht, wie sie Ausbildung und Betreuungspflicht unter einen Hut bringen soll.
Nachdem Saphir auch am nächsten Morgen noch verschwunden ist, bringt Susanne Kim auf die Idee, noch einmal im Tierheim anzurufen. Dort hat sich tatsächlich eine Familie gemeldet, die „Frau Hirschberger“ gefunden hat. Kim erfährt zudem, dass auch Saphir einen Tag zuvor im Tierheim nachgefragt hatte, und bekommt die Adresse der Familie, bei der der Hund jetzt sein muss. Tatsächlich findet Kim ihre Tochter dort, die heimlich in einem Schuppen übernachtet hatte, und froh ist, als sie ihre Mutter sieht. Da die Familie ein Einfamilienhaus mit einem großen Garten besitzt, überlässt Kim ihrer Tochter die Entscheidung, was nun mit „Frau Hirschberger“  geschehen soll. Im Interesse des Tieres entscheidet sich Saphir, ihren Hund bei der Familie zu lassen.
Susanne kümmert sich nun mit Kims Zustimmung fast täglich um Saphir und gibt ihr sogar etwas Nachhilfeunterricht in Rechtschreibung. Ihrer Einladung zu ihrem geliebten Wasserballett sind Kim, Saphir, ihre drei Arbeitskollegen, der Hausmeister des Mietshauses und „Frau Hirschberger“s neue Familie gefolgt. Das sind acht Personen. Zu guter Letzt erscheint auch Maria, bei der Susanne sich quasi mit einer Nachricht auf deren Handy entschuldigt hatte, und schubst den Bademeister mit ins Wasser, um zu verkünden, nun seien sie zehn. 

## Produktion

### Produktionsnotizen
Meine Nachbarn mit dem dicken Hund wurde vom 25. September bis zum 25. Oktober 2018 unter dem Arbeitstitel Susanne taucht auf in Berlin und Umgebung gedreht. Für den Film zeichnete die Claussen+Putz Filmproduktion GmbH verantwortlich. Die Redaktion lag bei Katja Kirchen und Stefan Kruppa.

### Soundtrack
- Suzanne – Aretha Franklin
- Wannabe – Spice Girls
- Rock Your Baby – George McCrae
- Baby Come Back – Player
- Coucou / There Is Still Pain Left – Sophie Hunger
- Under Pressure – Queen & David Bowie

## Rezeption

### Veröffentlichung, Einschaltquote
Die Erstausstrahlung des Films im Programm der ARD Das Erste zur Hauptsendezeit erfolgte am 18. Oktober 2019 und konnte 3,90 Millionen Zuschauer verbuchen. Der Marktanteil lag bei 13,6 Prozent. Der englische Titel des Films lautet My Neighbours With the Fat Dog.

### Kritik
Rainer Tittelbach von tittelbach.tv gab dem Fernsehfilm fünf von sechs möglichen Sternen und meinte, er, „erzählt eine Geschichte, wie sie sich tagtäglich irgendwo in […] Berlin ereignen könnte. Eine Frau, Mitte 50, kommt mit ihrem plötzlichen Single-Status nicht zurecht. Als neue Nachbarn ihren gewohnten Alltag durcheinanderbringen, werden auf beiden Seiten Vorurteile aufgefahren. In der Realität würde man weiterhin seine Ressentiments pflegen. In einem Film kann man der Situation einen anderen Dreh geben“ […] und „Figuren einem Lernprozess unterziehen.“ Kathi Liers Drehbuch schneide Themen wie „Probleme mit dem ungewollten Alleinsein, die Einsamkeit der Großstadt, die Verlorenheit wenn einem die eigene Lebenssituation über den Kopf“ wachse „leise, sensibel und in klugen, dezent verpackten Metaphern an“. Der Film „zeigt, wie bei den beiden ungleichen Frauen Vorurteile geweckt werden, wie sie sich zu Konflikten auswachsen und wie Missverständnisse oder ein geringes Selbstwertgefühl einer Lösung im Weg stehen.“ […] „So glaubwürdig wie in ‚Meine Nachbarn mit dem dicken Hund‘ geraten Versöhnungen und (zwischen)familiäre Zusammenführungen in Fernsehfilmen nur selten.“ Herzuheben sei besonders die Besetzung – „allen voran die einzigartige Steffi Kühnert. Mit ihren wachen Augen und reduziertem Spiel“ sage sie mehr, „als es Worte ausdrücken“ könnten. Ebenso sei Zoe Valks „in ihrer ersten großen Rolle, in deren Physiognomie und Körpersprache sich Taffheit und Zerbrechlichkeit die Waage halten“, sei „eine zur Rolle passende, nicht zu gefällige Besetzung. Theodora Tetzlaff“ sei „ein weiterer Glücksgriff, und über Katharina Marie Schubert, Johanna Gastdorf und Max Hegewald in tragenden Nebenrollen“ müsse man „nicht viel Worte verlieren“.
Die Kritiker der Fernsehzeitschrift TV Spielfilm schrieben lobend: „Der Plot ist altbekannt, und am Ende hat das Drama vergessen, das es einmal als Komödie angefangen hat. Dank schöner Bildideen, amüsanter Dialoge und einem durchweg tollen Ensemble entwickelt der Film aber beachtlichen Charme. Komödiantische Highlights setzt Johanna Gastdorf als Susannes freche Freundin Maria.“ Fazit: „Trotz Schwächen witzig und sehr liebenswert.“ Der Film erhielt die bestmögliche Wertung, der Daumen zeigte nach oben.
Oliver Armknecht von film-rezensionen.de urteilte: „‚Meine Nachbarn mit dem dicken Hund‘ nimmt das beliebte Szenario, dass ein verbitterter alter Mensch dank junger Impulse zurück ins Leben findet. Die deutsche TV-Produktion erzählt die Geschichte vor allem aus Sicht der älteren Protagonistin, was den Film etwas von gleichartigen Kollegen unterscheidet. Große Überraschungen sind dennoch Mangelware, die Stärken liegen vielmehr beim Humor und den Figuren.“
Der Filmdienst lobte, es handele sich um eine „sensible Tragikomödie mit dezenter Bildsprache und hervorragenden Darstellerinnen, die ihre Geschichte mit dem Anspruch auf Wirklichkeitsnähe erzähl[e]“. Das „Thema der urbanen Vereinsamung“ werde „ebenso einfühlsam aufgegriffen wie die überfordernden Momente als Alleinerziehende. – Ab 14.“
Sarah Kohlberger rezensierte den Film für das Fernsehmagazin Prisma. Sie befand, Rasper stelle die „zwei gänzlich gegensätzlichen Charaktere“ von Susanne und Kim „gegenüber“ und lasse deren „separate Welten aufeinanderprallen – Vorurteile und Missverständnisse inbegriffen“. Aus „der sensiblen Geschichte aus der Feder von Drehbuchautorin Kathi Liers“ sei „ein gefühlvoller Film über Einsamkeit, Familie, Nachbarn und die Macht eines Kindes, das Leben eines Menschen völlig auf den Kopf zu stellen“, entstanden. „Gespickt“ sei „das Ganze mit zahlreichen Konflikten und tragischen Momenten sowie viel Humor“. Die „Narration“ werde „nicht durch unnötige Nebenstränge zerstört, sondern konzentrier[e] sich auf das Wesentliche: Die Beziehung zwischen den beiden verlassenen Müttern und Saphir“. Die „Hündin“ spiele „nur eine kleine Rolle“, agiere aber „als wichtige Schlüsselfigur“. „Wunderbar besetzt“ überzeuge „der Film mit Witz und erstaunlicher Tiefe“.
Tilmann P. Gangloff lobte auf der Seite Kino.de, „toll gespielte Freitagskomödie mit Steffi Kühnert als verlassene Ehefrau, die sich mit einem frechen kleinen Mädchen anfreundet“. Weiter sinnierte der Kritiker: „Aus unerfindlichen Gründen versieht die Degeto anspruchsvolle Freitagsfilme oft mit unnötig plakativen Titeln. Insofern fällt ‚Meine Nachbarn mit dem dicken Hund‘ in jeder Hinsicht angenehm positiv aus dem Raster.“ Ingo Rasper habe „für die Degeto schon einige sehenswerte Filme gedreht“. „Die Leistungen der Hauptdarsteller“ seien „in seinen Arbeiten ohnehin immer sehenswert“. Dass „eine außergewöhnliche Schauspielerin wie Steffi Kühnert dieses Niveau“ halte, sei „keine Überraschung, die Leistung der im Fernsehen bislang absolut unbekannten Zoë Valks dagegen schon. Ganz vorzüglich geführt“ werde auch „die junge Theodora Tetzlaff, die ihre Sache außerordentlich gut“ mache. Gangloff lobte des Weiteren, dass Buch und Regie „die Voraussetzungen für eine wunderbare Schlusssequenz“ geschaffen hätten. Die „sanfte Musik von Martina Eisenreich“ sei „die perfekte Untermalung für diese ausgesprochen gelungene Tragikomödie, die nicht zuletzt durch eine sorgfältige Bildgestaltung (Eric Feranti) beeindruck[e]“.